# Проценко Тарас Станіславович
Тара́с Станісла́вович Проце́нко (15 травня 1976 — 23 серпня 2018) — солдат Збройних сил України, учасник російсько-української війни.

## Життєпис
Народився 1976 року в Лисянці (Черкаська область); мешкав у Києві. Випускник 1996 року КНУ ім. Шевченка (прикладна механіка).
У 2014 році добровольцем пішов на фронт, 20 квітня 2018-го підписав контракт; солдат, заступник командира бойової машини — командир відділення 24-го батальйону «Айдар». У червні зазнав поранення і певний час проходив реабілітацію. На передову повернувся 5 серпня 2018-го.
23 серпня 2018 року загинув від осколкового поранення в часі 4-годинного бою, який почався о 5:50 поблизу села Кримське (Новоайдарський район). Сили противника зі східної околиці Жолобка, під прикриттям артилерії та мінометного вогню, наблизилися до передових позицій бригади та здійснили спробу захоплення спостережних постів. Для відсічі нападу було застосовано резерви та здійснено вогневе ураження, внаслідок чого атаку вздовж Бахмутської траси було відбито. У бою загинули четверо українських захисників — старший солдат Мар'ян Найда, солдат Тарас Проценко, старший солдат Михайло Щербанюк та старший солдат Андрій Чирва, 7 зазнали поранень.

26 серпня 2018 року похований в смт Лисянка. 

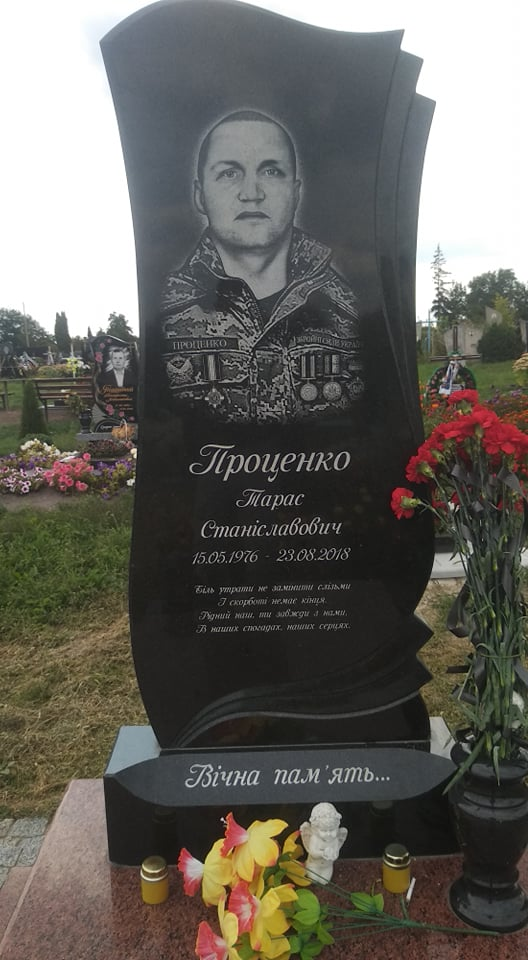

Без Тараса лишились батьки, дружина та дві доньки.

## Нагороди та вшанування
- указом Президента України № 26/2019 від 31 січня 2019 року «за особисту мужність і самовіддані дії, виявлені у захисті державного суверенітету та територіальної цілісності України, зразкового виконання військового обов'язку» — нагороджений орденом «За мужність» III ступеня (посмертно)[1]
- Почесний громадянин Лисянки (31 січня 2019; посмертно).
- Медаль «Захиснику Вітчизни»[2]